# Социальная смотрительница спит
«Социальная смотрительница спит» (англ. Benefits Supervisor Sleeping) — картина Люсьена Фрейда, написанная в 1995 году. На картине изображена тучная голая женщина, спящая на кушетке, стоящей на паркетном полу. На заднем плане просматривается тряпичный занавес.

## Описание
Моделью для данной картины послужила Сьюзен Тилли по прозвищу «Толстая Сью», руководившая Центром занятости в Чаринг-кросс в центре Лондона.
Сьюзен Тилли также является автором биографии Ли Бауэри, озаглавленной «Ли Бауэри, жизнь и времена идола». Бовери — британский артист, послуживший натурщиком многих мужских ню Фрейда, именно он познакомил художника со Сьюзен. Ранее она работала в его ночном клубе «Табу».
Она стала самой дорогой на тот момент картиной живущего автора, проданной на аукционе Кристиc. Она была куплена Романом Абрамовичем 13 мая 2008 года за 33,6 млн долларов.
Картина «Социальная смотрительница спит II» (1994) изображает ту же модель (продана на Christie’s за 56,1 млн долл. в 2015 году). Тилли также изображена на картинах «Вечер в студии», «Социальная смотрительница отдыхает», «Сон у львиного ковра».